# Fred Roos

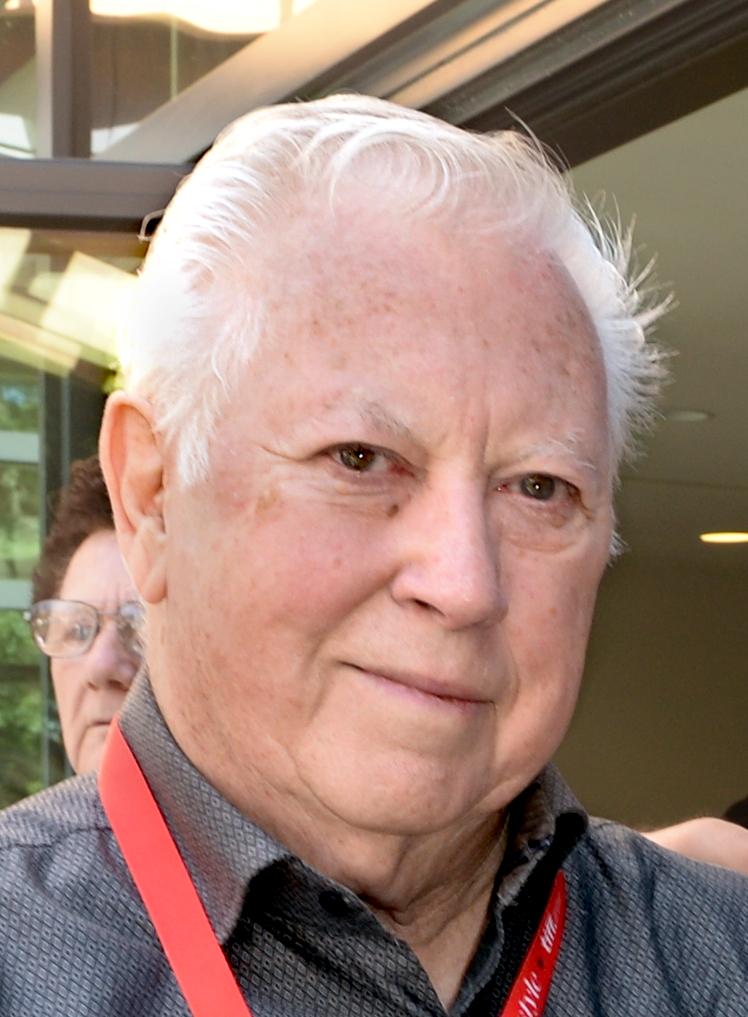
Fred Roos

Frederick Ried Roos (* 22. Mai 1934 in Santa Monica, Kalifornien; † 18. Mai 2024 in Beverly Hills, Kalifornien) war ein US-amerikanischer Filmproduzent und Casting Director.

## Leben
Geboren in Santa Monica, wuchs Roos in Riverside auf. Später zog seine Familie nach Los Angeles, wo er die Hollywood High School besuchen konnte. Im Jahr 1956 erhielt er seinen Bachelor-Abschluss an der UCLA. Er diente im Koreakrieg.
Roos begann seine Laufbahn im Filmgeschäft als Casting Director Mitte der 1960er Jahre. Bis zu Beginn der 1970er Jahre war er hauptsächlich für verschiedene Fernsehserien tätig, darunter die Tennisschläger und Kanonen (1966/1967) und die Andy Griffith Show (1966–1968). In den 1970er Jahren war er an verschiedenen Kinoproduktionen beteiligt, so bspw. American Graffiti (1973). Der Film Der Pate (1972) bedeutete die erste Zusammenarbeit mit Francis Ford Coppola.
Bereits in den 1960er Jahren begann er auch als Filmproduzent tätig zu sein. 1974 war er als Ko-Produzent von Der Dialog und Der Pate – Teil II aktiv. Für letzteren wurden er, Gray Frederickson und Coppola mit dem Oscar in der Kategorie Bester Film ausgezeichnet. Seither war Roos als Produzent der Filme von Coppola tätig. In dieser Position, später auch als Ausführender Produzent, arbeitete er auch mit Sofia Coppola zusammen, ebenso mit Eleanor Coppola bei ihrem Regiedebüt Paris kann warten (2016). 1980 folgte eine Oscar-Nominierung für Apocalypse Now in der gleichen Kategorie.
2006 gehörte er zur Jury der Internationalen Filmfestspiele Berlin.
Roos starb im Mai 2024 vier Tage vor seinem 90. Geburtstag. Sein Sohn Alexander Roos wird die Produktionsfirma FR Productions fortführen.

## Filmografie (Auswahl)
- 1974: Der Pate – Teil II (The Godfather Part II)
- 1979: Der schwarze Hengst (The Black Stallion)
- 1982: Einer mit Herz (One from the Heart)
- 1982: Hammett
- 1983: Der schwarze Hengst kehrt zurück (The Black Stallion Returns)
- 1983: Die Outsider (The Outsiders)
- 1983: Rumble Fish
- 1987: Der steinerne Garten (Gardens of Stone)
- 1987: Barfly
- 1988: Tucker (Tucker: The Man and His Dream)
- 1989: New Yorker Geschichten (New York Stories)
- 1993: Der geheime Garten (The Secret Garden)
- 1994: Radioland Murders – Wahnsinn auf Sendung (Radioland Murders)
- 2001: Stadt, Land, Kuss (Town & Country)
- 2006: Marie Antoinette
- 2010: Somewhere
- 2016: Paris kann warten (Bonjour Anne)
- 2023: Wonderwell – Violets magische Reise (Wonderwell)